# Ландульф V (князь Беневенто)

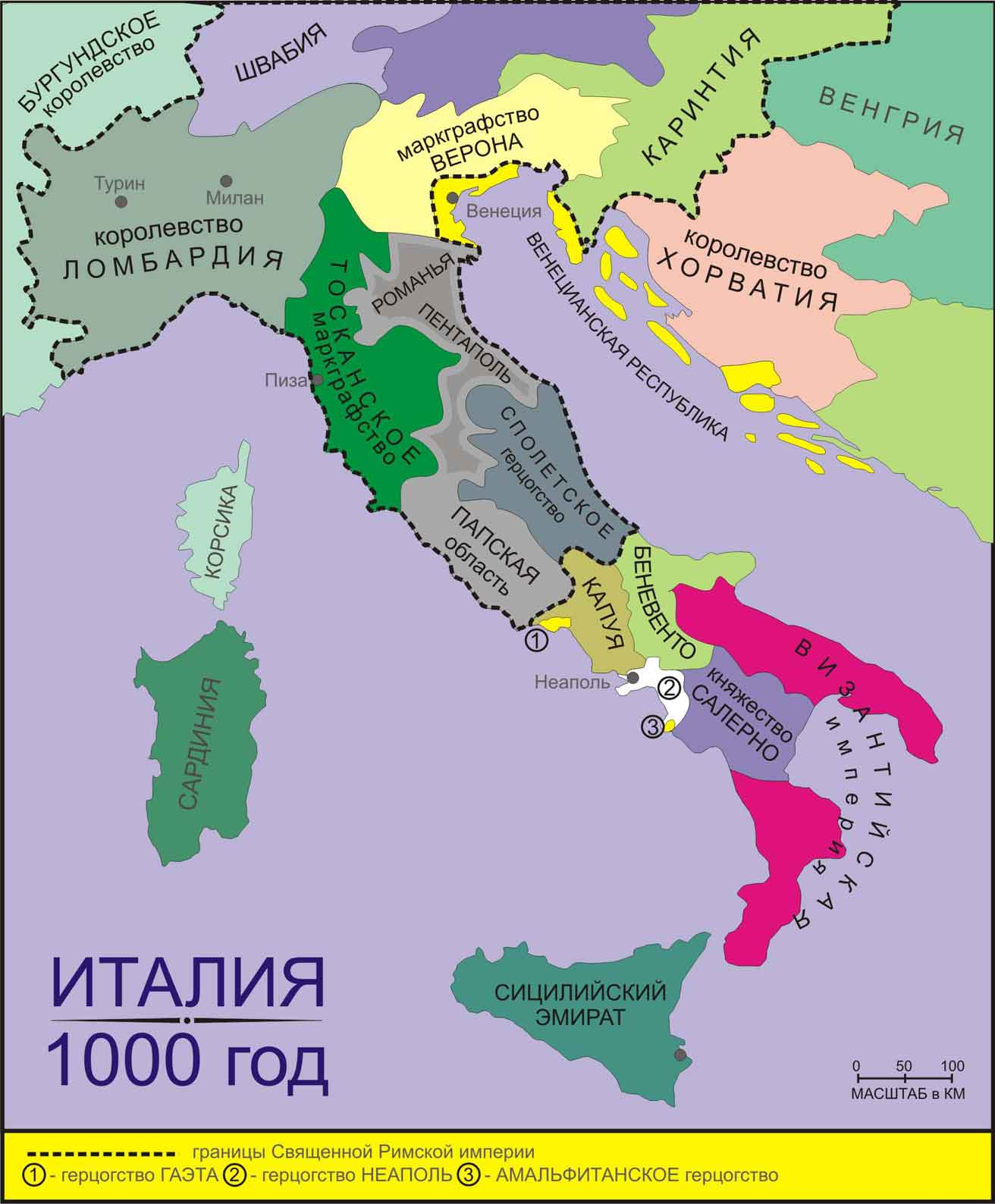
Беневенто и его соседи в 1000 году

Ландульф V (умер в сентябре 1033 или 1034 или 1035 года) — князь Беневенто с мая 987 года; в 987—1014 годы был соправителем, своего отца Пандульфа II; с 1011 года был соправителем своего сына Пандульфа III.

## Биография

### Правление
Ландульф V был сыном Пандульфа II князя Беневенто в 981—1014 и Капуи в 1007—1014 годы. В 987 году Ландульф стал соправителем своего отца в Беневенто.
В ноябре 990 года Беневенто пережило страшное землетрясение: было разрушено 15 башен и погибло 150 человек.
В 999 году император Оттон III решил совершить паломничество к христианским святыням южной Италии. Он посетил храм святого Михаила Архангела в Монте-Гаргано. На обратном пути император посетил Беневенто где 11 марта 999 году подписал в присутствии Пандульфа II и Ландульфа дарственную грамоту монастырю Святой Софии.
В 1000 году император Оттон потребовал у Беневенто отдать ему мощи святого Варфоломея. Но вместо них императору отправили останки Павлина Ноланского. В 1001 году Оттон осадил Беневенто, но через несколько недель снял осаду и уехал в Рим.
В 1002 году император Оттон умер. Его смерть изменила политическую ситуацию в Италии. В 1003 году в результате восстания произошедшего в Беневенто Ландульф и его отец Пандульф II были изгнаны. Во главе Беневенто стал граф Авеллино Адельфер IV. Однако изгнание длилось не долго и уже в 1005 году Ландульф и его отец смогли вернуться и восстановить свою власть. И хотя их власть ослабла, следующие годы правления прошли относительно спокойно. В «Анналы Беневенто» сообщается лишь о том, что в 1006 году произошла трехмесячная засуха, а в 1009 году была очень суровая зима. В 1007 году арабы безуспешно пытались захватить принадлежавшую Пандульфу II Капую.
В 1011 году еще одним соправителем Беневенто стал сын Ландульфа — Пандульф III. В 1014 году умер Пандульф II и сразу после его смерти жители Беневенто подняли восстание против Ландульфа и Пандульфа III. Восстание, в отличие от предыдущего (руководимого Адельфером), не стремилось изгнать князей из города. Но в результате восстания жители получили для города самоуправление именуемое анналами: «первая коммуна».
Вскоре вспыхнуло восстание Мелуса. В борьбе с ним и для защиты северной границы византийский катепан Боиоаннес построил укрепленный город Троя неподалеку от Беневенто. В таких обстоятельствах Ландульф был вынужден признать зависимость от Византийской империи. В «Анналах Беневенто» зафиксированы в 1018 году пролёт кометы, а в апреле 1019 года — страшное землетрясение, за которым последовал неурожай.
Проиграв катепану, Мелус бежал за помощью к императору Генриху II. Лишь в конце 1021 года во главе 60 тысячного войска тот решил двинуться на юг Италии. Войско было разделено на три части: одной командовал сам император Генрих II, двумя другими армиями — Поппо Аквилейский и Пильгримом Кёльнским. Пилгрим был направлен воевать против братьев Ландульфа: Пандульфа Капуанского и аббата Монте-Касинно Атенульфа. Поппо Аквилейский и император двигаясь разными маршрутами должны были вместе осадить Трою. По дороге на юг Генрих II в марте 1022 года посетил Беневенто, где встретил тёплый прием и одарил местный монастырь.
Этому не препятствовало то что Пандульф Капуанский оказался в плену у императора, а Атенульф погиб спасаясь бегством. Беневенто стал базой, опираясь на которую император смог осадить Трою. По версии прогерманских хронистов Троя была взята по версии провизантийских источников она успешно сопротивлялась и уже в 1024 году получила за верность привилегии. Вслед за ними по-разному пишут о результатах похода и историки Ф. Грегоровиус сообщает о победе Генриха, Д. Норвич и Ф. И. Успенский о победе византийцев.
После подчинения императору Генриху Ландульф не фигурирует на страницах истории вплоть до самой смерти. Лишь в «Анналы Беневенто» сообщается о местных событиях в формате «1028. На сорок первый год правления господина Ландульфа и на восемнадцатый год правления его сына». Но и они сообщают о природных событиях: разлив рек Калора и Сабато в 1029 году привел к наводнению, голоду и болезням в княжестве и о солнечных затмениях, одно из которых выпало в июле на день святого Петра.
Умер Ландульф на сорок шестом году правления. Его смерть помещают на сентябрь. Но даже в этих анналах предлагается два разных года, когда это произошло 1034 и 1035 год. Притом по одной версии сначала в июне было сильное солнечное затмения, а в год смерти Ландульфа в июле обычное. Согласно современным астрономическим данным, в указанный период летом затмения были: 10 июля 1032 (кольцеобразное); 29 июля 1033 (кольцеобразное), 18 июля 1034 (частное), 10 мая 1035 (полное).
Ландульфа в Беневенто сменил его сын Пандульф III. И если Ландульфу удавалось успешно лавировать между могущественными соседями, то Пандульфу III пришлось воевать и с Пандульфом Капуанским, и с императором Генрихом, и с папой римским. Другой сын Ландульфа, Атенульф, был в 1040 году провозглашен норманнами их лидером в Южной Италии.

### Семья
Ландульф был женат на Гарде, дочери герцога Амальфи Мансо I.
- Пандульф III (- 1060/ февраль 1073) князь Беневенто в 1011—1050 и 1055—1059 годы.
- Атенульф[итал.] (- после 1041) в 1040—1041 годы являлся номинальным руководителем антивизантийского восстания.